# Acharya (Titel)
Acharya (Sanskrit आचार्य ācārya m., Pali ācāriya) ist ein Titel für einen religiösen Lehrer (Guru), der durch sein eigenes Verhalten ein Beispiel gibt. Acharya hat im Hinduismus, Buddhismus und Jainismus unterschiedliche Bedeutungen.
Im Hinduismus bezeichnet ācārya einen spirituellen Lehrer, der den Schüler in die Veden einführt. Der Begriff wird auch für Schriftgelehrte gebraucht und kann direkt an den Namen angehängt werden, wie Shankaracarya (Śaṅkarācārya) für Shankara.
Im Buddhismus bezeichnet ācariya den spirituellen Lehrer, der den Schüler oder Novizen in den Dhamma einführt. Dagegen unterweist der upajjhāya / upajjhāyaka den Schüler im Vinaya (den Ordensregeln).
Der oberste spirituelle Lehrer des buddhistischen Ordens Arya Maitreya Mandala führt den Titel Acharya.

## Im Hinduismus
Die Liste der beispielhaften acharyas im Hinduismus beinhaltet die folgenden:
- Adi Sankaracharya
- Ramanujacharya
- Madhvacharya
- Nimbarkacharya
- Vallabhacharya
- Chaitanya Mahaprabhu